# Église Saint-Jean-Baptiste de Xewkija
La rotonde de Xewkija est une église catholique située dans la ville de Xewkija, à Malte. Elle est placée sous la titulature de saint Jean-Baptiste.

## Historique
Sa construction débute le 19 novembre 1951 en pierres de Malte. Elle est achevée le 24 juin 1971. La présente église a été construite pour remplacer l'ancienne devenue trop exiguë. Cette première église fut conservée intacte durant tout le temps de la construction de la nouvelle pour permettre au culte de continuer à s'exercer. Ainsi la nouvelle église finit par totalement l'englober. Une fois la nouvelle construction achevée, l'ancienne fut partiellement démolie, une chapelle de la nouvelle église est en fait un reste de l'ancienne il en va de même pour une partie de la sacristie qui reprend  à l'identique des éléments de l'ancienne église. L'église a été construite grâce au travail bénévole des habitants de Xewkija et de Gozo.

## Architecture
L'église dispose d'un dôme imposant, le troisième plus grand au monde (75 mètres de haut, 28 mètres de diamètre et une circonférence de 85 mètres). Elle fut conçue sur les plans de l'architecte maltais Joseph Damato.

## Intérieur
De fines sculptures et des peintures modernes ornent l'intérieur de l'édifice. Le sol est en marbre, de même que le maître-autel.